# Meckelfeld
Meckelfeld – miejscowość w gminie Seevetal w powiecie Harburg w niemieckim kraju związkowym Dolna Saksonia. Należy do gminy Seevetal od 1 lipca 1972 roku. Jest największą miejscowością gminy z 9 815 mieszkańcami (30.06.2008) i ma miejski charakter z centrami handlowymi, bankami i nawet dziesięciopiętrowymi budynkami mieszkalnymi.
W Meckelfeld znajduje się szkoła podstawowa (niem. Grundschule) oraz szkoły średnie: Hauptschule, Realschule i Gimnazjum.
Jest tu również kilka firm położonych w trzech strefach przemysłowych oraz dworzec kolejowy na linii Hamburg - Hanower.